# ديفيد إي. أوسبورن
ديفيد إي. أوسبورن (بالإنجليزية: David E. Osborne)‏ هو كاتب أمريكي، ولد في 1 يونيو 1951.